# August Hirsch
August (oprindelig Aron Simon) Hirsch (født 4. oktober 1817 i Danzig, død 28. januar 1894 i Berlin) var en tysk læge.
Hirsch var oprindelig købmand, men begyndte 1839 at studere medicin og tog 1843 doktorgraden i Berlin med en afhandling om croup. Han praktiserede derefter i Elbing (1844) og i Danzig (1846), og dyrkede der patologisk-geografiske studier med henblik på, at han ville gå i engelsk-indisk tjeneste. Han offentliggjorde 1848: Über die geographische Verbreitung von Malariafieber und Lungenschwindsucht und den räumlichen Antagonismus dieser Krankheiten, et arbejde, der blev grundlæggende for en ny videnskab: den geografiske og historiske patologi, og som efterfulgtes af talrige andre: Historisch-pathologische Untersuchungen über die typhösen Krankheiten mit besonderer Berücksichtigung der Typhen der Neuzeit (1851—53); Die Ruhr (1855—56); Die indische Pest (1853); Der Friesel (1853—56) og Der Madura-Fuss (1863). Hans hovedværk er Handbuch der historisch-geographische Pathologie (1859—64, senere udkommet flere gange og oversat på engelsk og fransk). Hirsch kaldtes 1863 til professor i Berlin, og 1865 udsendtes han herfra for at studere meningitis i Vestpreussen (Die Meningitis cerebro-spinalis epidemica 1866). På Hirschs og Pettenkofers foranledning stiftedes 1873 den tyske kolerakommission, i hvis beretning 1874 Hirsch beskrev koleraen i Posen og Preussen 1873, og da den internationale kommission dannedes, var Hirsch Tysklands repræsentant, 1874. Rusland berejste Hirsch 1879 for at studere den astrakanske pest (beretning om den udgav han 1880). Hirsch udgav desuden Heckers Die grossen Volkskrankheiten des Mittelalters og Geschichte der Augenheilkunde (bind VII, 1877 i Graefe-Saemischs håndbog), Geschichte der medizinische Wissenschaften in Deutschland (1893), skrev talrige artikler i Allgemeine Deutsche Biographie, udgav sammen med Gurlt: Biographisches Lexikon der hervorragenden Aerzte (1884—88) og fra 1866 sammen med Virchow den efter dem begge benævnte "Jahresbericht über die Fortschritte und Leistungen der Medizin".